# Přihrávka (film)
Přihrávka (v originále The Pass) je britský hraný film z roku 2016, který režíroval Ben A. Williams. Film rozdělený do tří částí zachycuje nepřiznaný vztah mezi dvěma prvoligovými fotbalisty. Snímek měl světovou premiéru na BFI Flare London LGBTQ+ Film Festivalu dne 16. března 2016. V ČR byl uveden v roce 2017 na filmovém festivalu Febiofest.

## Děj
Příběh začíná v roce 2006 se v hotelu v Bukurešti, kde devatenáctiletí Jason a Ade tráví noc před rozhodujícím zápasem, ve kterém se má rozhodnout o jejich účasti v Champions League. Jejich vzájemné nezávazné pošťuchování ve spodním prádle překročí hranici běžného kamarádství. Příběh pokračuje po pěti letech, kdy si Jason přivede na pokoj v londýnském hotelu barovou tanečnici. Jasonovi hrozí rozvod s manželkou a bulvár začíná spekulovat o jeho sexuální orientaci. V roce 2016 se Jason a Ade setkávají po deseti letech v hotelovém pokoji v Manchesteru. Zatímco Ade hraje v nižší lize, je vyoutovaný a žije ve spokojeném vztahu s mužem, Jason je sice finančně a společensky úspěšný, přesto se cítí vnitřně nespokojený.

## Obsazení
| Russell Tovey   | Jason          |
| Arinzé Kene     | Ade            |
| Lisa McGrillis  | Lyndsey        |
| Nico Mirallegro | Harry          |
| Rory J. Saper   | hotelový sluha |